# Yamina Saelens
Yamina Saelens (ca. 1987) is een Belgisch paaldanseres.

## Levensloop
In 2017, 2018 en 2019 werd ze Belgisch kampioene paaldansen. Ze is afkomstig uit Klerken.